# マジカルユミナ
マジカルユミナは、日本のバーチャルYouTuber。

## 概要
PlayStation 4用ソフト『LoveR(ラヴアール)』のスピンオフ・キャラクターで主人公の妹である優美奈が変身した魔法少女。2018年9月20日にYouTubeにデビューした。

## キャラクター
マジカルユミナ
声 - 花守ゆみり
天真爛漫で視聴者の『お兄ちゃんたち』を魅了する。毎回コスチュームが変わり、一部では「狙っている」、「あざとかわいい」等の意見も散見されるものの本人は気にかけず明るく振る舞う。

## マジカルユミナの今日もお兄ちゃんねる♪
音泉・YouTubeで2018年9月20日から2020年2月27日まで毎週木曜日に配信されていた番組で魔法少女でもある「仮想妹（バーチャルシスター）マジカルユミナ」が理想の妹になるためにがんばるという設定。全63回。パーソナリティはマジカルユミナ（声・モーションアクション - 花守ゆみり）。

## 出演

### インターネットラジオ
- マジカルユミナの今日もお兄ちゃんねる♪ - 2018年9月20日から2020年2月27日まで配信、毎週木曜日に更新。